# جراحی ارتوپدی
جراحی ارتوپدی یا ارتوپدی (معادل املای جراحی استخوان و مفاصل و ارتوپدی) شاخه‌ای از جراحی در رابطه با سیستم عضلانی اسکلتی است . جراحی ارتوپدی به معنی درمان اسکلتی-عضلانی تروماستون فقرات، بیماری، آسیب‌های ورزشیبا بیماری‌های دژنراتیوبا عفونتهای تومورو اختلالات مادرزادی است.